# 호숫가 살인사건: 톤우드 미스터리
《호숫가 살인사건: 톤우드 미스터리》(영어: Deadly Secrets by the Lake)는 2017년 공개한 캐나다의 TV 영화이다.

## 출연

### 주연
- 스테파니 본 페튼 : 제니퍼 라일리 역
- 스티브 바이어스 : 헤이든 블레이크 역
- 타모 페니켓 : 산토스 알바레스 역
- 풀비오 케세르 : 톰 라일리 역

### 조연
- 클레어 랭킨 : 노바 라일리 역
- 페레리스 영 : 로렌 라일리 역